# Демидово (муниципальное образование «Холмогорское»)
Демидово — деревня в Холмогорском районе Архангельской области.

## География
Находится в центральной части Архангельской области на расстоянии приблизительно 3 км на юг-юго-запад по прямой от районного центра села Холмогоры на левом берегу протоки Бояр-Курья на левобережье реки Северная Двина.

## История
В 1859 году здесь (тогда деревня Холмогорского уезда Архангельской губернии) было учтено 3 двора, в 1905 — 8. До 2022 года входила в Холмогорское сельское поселение до его упразднения.

## Население
Численность населения: 14 человека (1859 год), 14 (1905), 59 (русские 100 %) в 2002 году, 60 в 2010.